# No Night Stand
No Night Stand ist eine US-amerikanische Filmkomödie aus dem Jahr 1997.

## Handlung
Brad Kimble ist Schüler in einer High School. Er begehrt seit Jahren seine Mitschülerin Brooke Kingsley. 
Kimble wird eines Tages von Kingsley zu ihr nach Hause eingeladen. Er soll ihr helfen, Biologie zu lernen. Sie willigt zu einer körperlichen Annäherung ein, besteht aber auf der Verwendung eines Kondoms. Kimble verlässt das Haus, um Kondome einzukaufen, was wenige Minuten dauern soll.
Das Auto von Kimble wird unterwegs gestohlen. Er streitet mit einem Busfahrer, wird verprügelt und von der Polizei verhaftet. Am Ende stellt er fest, dass er nicht Brooke liebt, sondern Leah Jones, mit der er befreundet ist.

## Kritiken
„Sehr anspruchslose Teenager-Komödie, die ihre Zielgruppe nicht ernst nimmt, sondern willkürliche Situationskomik, derbe Sprüche, pubertäre Peinlichkeiten und niveaulosen Klamauk bietet. Die jugendlichen Darsteller, denen dieser Blödsinn abverlangt wurde, sind zu bedauern.“